# Taracticus octopunctatus
Taracticus octopunctatus là một loài ruồi trong họ Asilidae. Taracticus octopunctatus được Say miêu tả năm 1823.